# Danh sách đài truyền hình phát sóng Thế vận hội Mùa hè 2020
Thế vận hội Mùa hè 2020 ở Tokyo được nhiều đài truyền hình phát sóng trên phạm vi toàn thế giới. Thế vận hội năm 2020 đã bị hoãn sang năm 2021 do đại dịch COVID-19. Giống như các năm trước, Olympic Broadcasting Services đóng vai trò truyền tải thông tin trên phạm vi toàn cầu nhằm giúp các đài truyền hình địa phương sử dụng. Tại nhiều vùng lãnh thổ, bản quyền phát sóng Thế vận hội 2018 và 2020 được gộp lại với nhau, nhưng một số đơn vị cũng đã có bản quyền cho Thế vận hội các năm tiếp theo.

## Phát sóng
Tại Nhật Bản, Sony và Panasonic hợp tác với NHK để phát sóng tiêu chuẩn độ phân giải màn hình 8K cho Thế vận hội 2020.
Tại Ý, đài truyền hình RAI tuyên bố ý định triển khai phát sóng màn hình 8K cho Thế vận hội.
Tại Hàn Quốc, phát sóng lần đầu tiên trên sóng SBS tại Thế vận hội Mùa đông 2014 và Thế vận hội Mùa hè 2020.
Tại Châu Á, phát sóng tại nhiều khu vực lớn nhất châu Á trên hệ thống truyền hình trả tiền Dentsu tại Sochi 2014, Rio 2016, PyeongChang 2018,  Bắc Kinh 2022, Paris 2024.
Ghi chú
1. ↑  Có bản quyền cho 22 nước thuộc châu Á, và bán cho các đài truyền hình địa phương
2. ↑  Trừ Nga
3. ↑  Trừ Brazil
4. ↑  Bản quyền áp dụng cho quần đảo Cook, Fiji, Kiribati, quần đảo Marshall, Micronesia, Nauru, Niue, Palau, Samoa, quần đảo Solomon, Tonga, Tuvalu và Vanuatu.